# Li Rongjin
Advertiment: en la llengua xinesa el cognom va davant (en aquest cas, Li)
Li Rongjin (xinès simplificat:李容瑾, xinès tradicional:李容瑾; pinyin: Lǐróngjǐn) fou un pintor paisatgista durant la dinastia Yuan. Es desconeixen les dates del seu naixement i les de la seva mort. Les seves pintures s'inspiren en l'estil de Wang Zhenpeng. Algunes fonts destaquen la delicadesa de la pinzellada de Li Rongjin quan pintava àtics i golfes.